# Riềng lưỡi ngắn
Riềng lưỡi ngắn hay ngải hoang (danh pháp hai phần: Alpinia breviligulata hay Alpinia calcarata var. breviligulata hay Catimbium breviligulatum) là cây thân thảo thuộc họ Gừng.
Cây có mặt ở Việt Nam, tại các tỉnh Thanh Hóa, Quảng Trị, Thừa Thiên Huế.